# Jawaharlal Nehru University
Jawaharlal Nehru University är ett universitet i Indien.   Det ligger i distriktet South West Delhi och delstaten National Capital Territory of Delhi, i den norra delen av landet, 12 km sydväst om huvudstaden New Delhi. 